# Heinrich Rickert (Politiker)

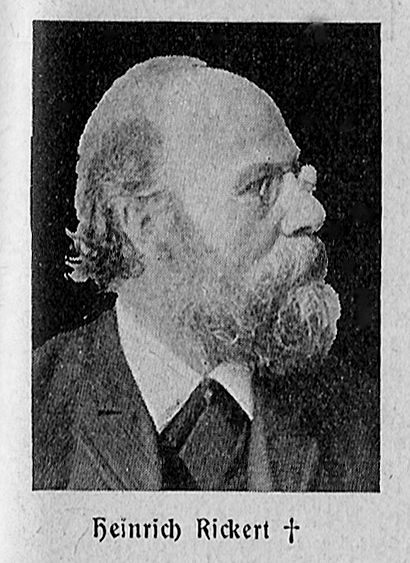
Heinrich Rickert

Heinrich Edwin Rickert (* 27. Dezember 1833 in Putzig; † 3. November 1902 in Berlin) war ein deutscher Journalist und führender linksliberaler Politiker.

## Leben
Rickerts Vater war Postvorsteher und später Obergrenzkontrolleur in Thorn. Er selbst heiratete Annette Stoddart, mit der er zwei Söhne hatte, darunter den Philosophen Heinrich Rickert.
Nach der Schulzeit studierte Rickert Wirtschaftswissenschaften in Breslau und Berlin. Danach wurde er Redakteur der Danziger Zeitung, bei der er rasch zum Chefredakteur und Miteigentümer des Blattes aufstieg. Später war er auch Rittergutsbesitzer. Daneben begann sich Rickert politisch zu engagieren. Seit 1863 war er Stadtverordneter in Danzig und gehörte 1866 zu den Mitbegründern der Nationalliberalen Partei. Bis 1880 trug er maßgeblich zur Organisation der Wahlkämpfe bei und hielt Verbindung zwischen der Berliner Zentrale und den verschiedenen regionalen Parteigliederungen. Er bildete ein Netzwerk persönlicher Beziehungen innerhalb der Partei aus. Außerdem zeichnete ihn eine beachtliche politische Kompetenz aus, die ihm eine bedeutende Stellung innerhalb der Partei sicherte. In dieser gehörte er 1867 und zwischen 1877 und 1880 dem zentralen Vorstand an. Neben Max von Forckenbeck, Ludwig Bamberger und Eduard Lasker galt er als einer der bedeutendsten Vertreter des linken Parteiflügels.
Rickert war seit 1870 Mitglied des preußischen Abgeordnetenhauses. Außerdem gehörte er ab 1874 für den Reichstagswahlkreis Regierungsbezirk Danzig 3 dem Reichstag an. Des Weiteren war er zwischen 1876 und 1878 Mitglied im Provinziallandtag der Provinz Preußen. Dabei stand er als Landesdirektor an der Spitze der provinzialen Selbstverwaltung.

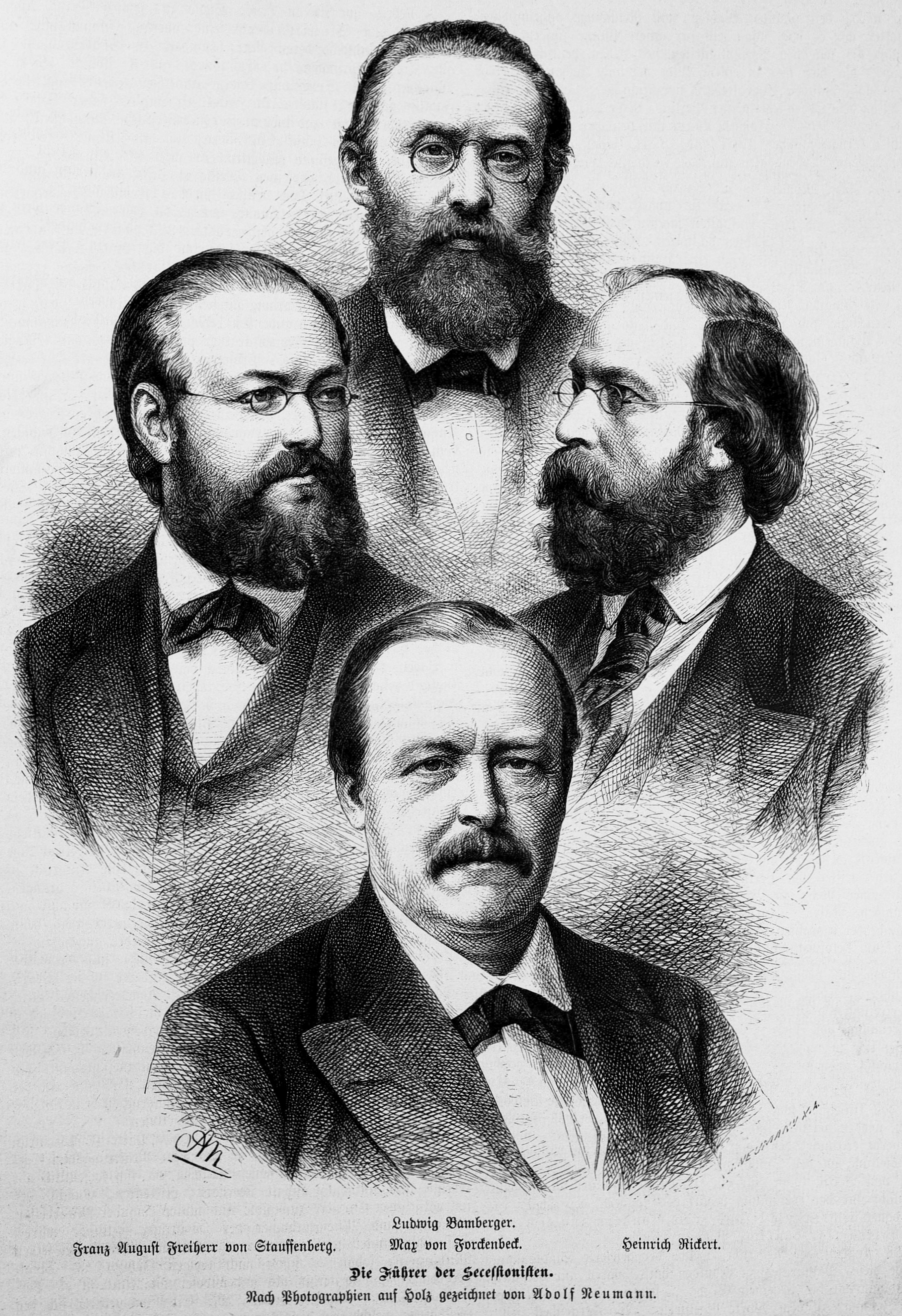
Die Führer der Secessionisten (aus: Die Gartenlaube 1880), Heinrich Rickert ganz rechts

Im innerparteilichen Konflikt 1879/80 um die zukünftige politische Ausrichtung gehörte er zur Minderheit, die eine weitere Anlehnung an Otto von Bismarck ablehnte. Rickert trat aus der Fraktion aus. Als zeitgenössisch Sezessionisten genannte Gruppierung gründete er mit 27 anderen Mitgliedern des Reichstages 1880 die Liberale Vereinigung. Rickert war einer der maßgeblichen Leiter dieser Partei. Seit 1882 gab er für die Partei auch das Reichsblatt heraus. In der folgenden Zeit setzte er auf den Zusammenschluss mit der Fortschrittspartei. Nach der Vereinigung zur Deutschen Freisinnigen Partei von 1884 war Rickert zusammen mit Eugen Richter der Führer der neuen Partei. Etwa seit 1890 kam es zu Auseinandersetzungen über inhaltliche Fragen und über den Machtanspruch Richters. Zum Bruch kam es 1893 unter anderem über die Frage der Heeresvorlage. Rickert gründete mit anderen die Freisinnige Vereinigung. Dieser stand er bis zu seinem Tod vor.
Heinrich Rickert gehörte zu den maßgeblichen Reformern der Parlamentswahlen, um die geheime Wahl zu sichern. Seit 1892 nahm der Reichstag in jeder Legislaturperiode seinen Antrag zur geheimen Wahl mit standardisierter Wahlkabine und Wahlumschlag an (um den Stimmzettel außerhalb der Wahlkabine unsichtbar zu machen), insgesamt vier Mal. 1903 stimmte auch der Bundesrat der sogenannten »Lex Rickert« zu.
Außerhalb der parlamentarischen Arbeit folgte Rickert Hermann Schulze-Delitzsch als Vorsitzender der Gesellschaft für Verbreitung von Volksbildung nach.
Außerdem trug er maßgeblich zur Gründung der Technischen Hochschule in Danzig bei. Er war auch Mitbegründer des Bauernvereins Nordost. Desgleichen war er auch 1892 an der Vorbereitung zur Gründung der pazifistischen Deutschen Friedensgesellschaft beteiligt.
Rickert wurde zum Ehrenbürger von Danzig ernannt.

## Engagement für die Frauenbewegung und gegen Antisemitismus
Heinrich Rickert unterstützte die deutsche Frauenbewegung. Zusammen mit Minna Cauer, Franziska Tiburtius und Helene Lange forcierte er als Vorsitzender des „Wissenschaftlichen Zentralvereins“ die Einrichtung von Realkursen für Frauen. Diese wurden 1889 feierlich im Beisein der Kaiserin Friedrich in Berlin eröffnet. Mit ihnen sollten Frauen eine Bildungsgrundlage für gewerbliche und kaufmännische Berufe und auf längere Sicht auch für die Universität erwerben können. Außerdem gehörte Rickert wie Wilhelm Dilthey und Adolf Harnack der 1893 von Helene Lange gegründeten Vereinigung zur Veranstaltung von Gymnasialkursen für Frauen an, die sich für ein Recht der Frauen auf ein Universitätsstudium einsetzte.
Heinrich Rickert war Gegner des Antisemitismus. Als Reaktion auf die Erfolge der Antisemiten bei der Reichstagswahl 1890 veröffentlichte Rickert einen Aufsatz, mit dem er zum Gegenangriff gegen die „verfassungs- und kulturwidrige Hetze“ aufrief. Er warnte vor der Vorstellung, der Fortschritt trage automatisch zum Ende von Vorurteilen und Diskriminierung bei. Auf den Artikel folgte ein von etwa fünfhundert Persönlichkeiten des öffentlichen Lebens unterzeichneter Aufruf, der ein wichtiger Anstoß zur Gründung des Vereins zur Abwehr des Antisemitismus im Jahr 1891 wurde. Im Jahr 1895 wurde er Vorsitzender der Organisation.

## Würdigung
„Damals begann der Antisemitismus seinen Siegeslauf. Die jüdischen Parlamentarier hätten ihm wohl entgegentreten können, die Löwe, Bamberger, Hirsch, waren keine eifrigen Juden, aber doch Männer von starkem Ehrgefühl. Richter aber paßte es keineswegs, daß seine Gefolgschaft die Rolle der Judenverteidigung übernahm, und so mußten sie schweigen. Der gutherzige und wohlwollende Rickert gründete den Abwehrverein. Richter blieb der Leitung fern. Er erinnerte sich der Juden zwar bei den Wahlen, und die stets geldbedürftige Parteileitung kargte dann nicht mit Forderungen, wohl aber mit Mandaten. Als die deutschfreisinnige sich wiederum schied, wurde das noch schlimmer. Die freisinnige Vereinigung hatte ja kaum einen sicheren Sitz zu vergeben, aber die richtersche Volkspartei war wohl in der Lage,  einen zielbewußten Juden in den Landtag zu bringen. Aber Richter wollte nicht. In seinem Blatte fielen gelegentlich antisemitelnde Bemerkungen wie im sozialistischen ‚Vorwärts‘, und die entsprechenden Bemühungen der jüdischen Notablen blieben erfolglos.“

„Rickert war keine bedeutende, aber eine kluge, warmherzige und parlamentarisch erfahrene Persönlichkeit, lebhaft an Volksbildungsbestrebungen interessiert – im Jahre 1902 starb er. Naumann war noch in lose Beziehung zu ihm gekommen.“

## Werke
- Die Armenpflege in Danzig. Ein Beitrag zur Frage über die Wirkungen des Gesetzes vom 31. December 1842. A. W. Kafemann, Danzig 1869.
- Das gewerbliche Schiedsgericht (= Die Gewerbeordnungs-Novelle im Reichstage. Band 1). A. W. Kafemann, Danzig 1874 (Digitalisat – Titel extra anwählen).
- als Hrsg.: Zur Frage über den Bau von Local-(Secundär-)Eisenbahnen. A. W. Kafemann, Danzig 1877.
- Die Steuerdebatte mit dem Reichskanzler. Drei Reden der Abgeordneten Richter und Rickert und des Reichskanzlers Fürsten Bismarck, gehalten im Preußischen Abgeordnetenhause am 4. und 5. Februar 1881. Barthel, Berlin 1881.
- Reden der Reichstags-Abgeordneten Rickert und Richter bei Berathung des Verfassungsgesetzes in der Reichstagssitzung vom 6. Mai 1881. Berlin 1881.
- Rede des Abgeordneten Rickert … 15. Juni 1882 bei der Berathung der Steuerfrage. A. W. Kafemann, Danzig 1882.
- Rede des Abgeordneten Rickert bei der Gedächtnisfeier für D. Eduard Lasker am Sonnabend, den 11. Februar 1884 im Berliner Handwerkerverein. A. W. Kafemann, Danzig 1884.
- Antisemiten-Spiegel. A. W. Kafemann, Danzig 1890 (Digitalisat).
- In: Hermann Bahr: Der Antisemitismus. Ein internationales Interview. S. Fischer, Berlin 1894, S. 86–91.